# El primer home
El primer home (títol original en francès, Le Premier Homme) és una novel·la autobiogràfica de l'escriptor algerià-francès Albert Camus. Aquesta novel·la va ser la seva última obra, ja que quan va morir no l'havia acabada.
El 4 de gener de 1960 a l'edat de 46 anys Albert Camus va patir un tràgic accident automobilístic a la rodalia de París. Dins de l' automòbil portava un maletí negre, que va ser trobat prop de l'arbre on es va estavellar. Al maletí amb alguns objectes personals com unes cartes, el passaport i el seu diari, hi van trobar un manuscrit de 144 pàgines difícils de desxifrar, per la manca de puntuació i l'escriptura ràpida de Camus. La troballa no només va significar el valor d'una gran obra inacabada, sinó també l'últim escrit per Albert Camus, qui va morir en l'accident. Aquest fet va ser tot el que es va saber de l'obra durant 34 anys, ja que més tard, l'any 1995, va ser publicada per la seva filla.

## Argument
La novel·la transcorre la vida d'en Jacques Cormery des del seu naixement fins als seus anys al liceu, o escola secundària, a l'Alger. A diferència de les seves obres anteriors, que havien tingut un rerefons intel·lectual i filosòfic molt important, Camus volia que aquesta novel·la estigues «carregada de coses i de carn». És una novel·la de les coses bàsiques i essencials: la infància, dies escolars, la vida del cos, l'energia del sol i el mar, el dolorós amor d'un fill per la seva mare, la recerca d'un pare perdut. Però també és la història d'un poble colonial en un paisatge africà no sempre acollidor, sobre la complexa relació de la metròpoli amb els seus colons, sobre els efectes íntims de la guerra i sobre la revolució política.